# Carlos Sainz Jr.
Carlos Sainz Vázquez de Castro (phát âm tiếng Tây Ban Nha: [ˈkaɾlos ˈsajnθ ˈβaθkeθ ðe ˈkastɾo] ⓘ; sinh ngày 1 tháng 9 năm 1994), còn được gọi là Carlos Sainz Jr, là một tay đua Công thức 1. Anh là con trai của Carlos Sainz Sr., nhà vô địch đua xe rally thế giới.
Năm 2012, Sainz tham gia giải đua xe Công thức 3 Anh cho đội đua Carlin. Anh đã đua cho DAMS trong mùa giải Formula Renault 3.5 2014 và giành chức vô địch trước khi chuyển sang Công thức 1 với Toro Rosso. Sainz chuyển đến McLaren cho mùa giải 2019, đồng thời kết thúc hợp đồng với Red Bull Racing. Tại giải đua ô tô Công thức 1 Brazil 2019, Sainz đã lên bục trao giải lần đầu tiên trong sự nghiệp Công thức 1 của mình. Kể từ năm 2021, Sainz chuyển đến Scuderia Ferrari. Tại giải đua ô tô Công thức 1 Anh 2022, Sainz đã giành được vị trí pole đầu tiên trong Công thức 1 và đồng thời giành chiến thắng trong sự nghiệp Công thức 1 của chính mình.

## Sự nghiệp

### Sự nghiệp tiền Công thức 1 (2005-2015)

#### Đua xe kart (2005-2009)
Sainz bắt đầu sự nghiệp đua xe chuyên nghiệp của mình vào năm 2005 ở môn đua xe kart cho đến năm 2009. Trong suốt giai đoạn này, anh là á quân giải đua xe kart Tây Ban Nha 2008 và nhà vô địch giải đua xe kart thể loại KF3 châu Á-Thái Bình Dương. Vào năm 2009, anh là á quân giải đua xe kart thể loại KF3 châu Âu và Tây Ban Nha và đồng thời vô địch giải đua xe kart hạng KF3 Kart Cup Monaco.

#### Tham gia các giải đua xe khác nhau (2010-2014)
Năm 2010, Sainz chuyển sang đua xe thể loại một chỗ ngồi và thi đấu cho EuroInternational trong giải Công thức BMW châu Âu. Cũng vào năm này, anh được đào tạo bởi chương trình hỗ trợ của Red Bull. Sainz đã thắng một cuộc đua và trở thành tay đua tân binh xuất sắc nhất sau khi đứng thứ tư trong bảng xếp hạng các tay đua. Ngoài ra, anh đã tham gia sáu cuộc đua tại giải đua xe Công thức BMW Thái Bình Dương với tư cách là tay đua mời cho EuroInternational. Thêm vào đó, anh cũng đã tham gia với tư cách tay đua mời tại các giải đua European F3 Open và Formula Renault 2.0 Eurocup. Sau mùa giải, anh đã tham gia một số cuộc đua trong các giải đua Formula Renault Anh và đứng thứ 18.
Năm 2011, Sainz tham gia các giải đua xe Formula Renault 2.0 Eurocup và Công thức Renault Bắc Âu cho Koiranen Bros. Motorsport. Tại Formula Renault 2.0 Eurocup, anh đứng thứ nhì với hai chiến thắng và bị đồng đội Robin Frijns đánh bại trong bảng xếp hạng các tay đua. Tại giải đua Công thức Renault Bắc Âu, anh đã giành được chức vô địch với mười chiến thắng trong cuộc đọ sức với đồng đội Daniil Kvyat với số điểm 489 so với 441. Đồng thời, anh cũng tham gia Macau Grand Prix và với tư cách là tay đua mời tại một cuộc đua cuối tuần tại giải đua xe Formula 3 Euro Series.
Năm 2012, Sainz thi đấu cho Carlin trong các giải đua xe Công thức 3 Anh và Formula 3 Euro Series. Ngoài ra, anh cũng đủ điều kiện tham gia giải đua xe Công thức 3 Châu Âu, bao gồm các cuộc đua nằm trong hạng mục Công thức 3 Anh và Euro Series. Trong suốt mùa giải này, anh đã giành chiến thắng tại một cuộc đua thuộc giải đua xe Công thức 3 Châu Âu và đứng thứ 5 trong hạng mục này. Thêm vào đó, anh đã đánh bại đồng đội của mình, William Buller. Trong giải Công thức 3 Euro Series, Sainz không giành được chiến thắng nào với kết quả tốt nhất là hai lần về đích ở vị trí thứ hai. Tại giải đua Euroseries, Sainz thua Buller. Trong Công thức 3 Anh, Sainz đã thắng năm cuộc đua và đứng thứ sáu trong giải vô địch dành cho các tay đua, trong khi các đồng đội của anh, Jack Harvey và Jazeman Jaafar, đứng ở hai vị trí dẫn đầu trong bảng xếp hạng các tay đua.
Năm 2013, Sainz chuyển sang tham gia giải đua xe Công thức 3 với MW Arden. Với kết quả tốt nhất là vị trí thứ hai, Sainz kết thúc mùa giải ở vị trí thứ mười trong bảng xếp hạng các tay đua trong khi Kvyat, đồng đội của anh, giành chức vô địch. Cũng vào năm này, anh cũng tham gia giải đua xe Formula Renault 3.5 cho Zeta Corse vào năm 2013. Trong giải đua này, hai lần về đích ở vị trí thứ sáu là kết quả tốt nhất của anh và sau khi mùa giải Formula Renault 3.5 2013 kết thúc, anh đứng thứ 19 chung cuộc.
Vào năm 2014, Sainz đã hoàn thành toàn bộ mùa giải Formula Renault 3.5 và nhận được một chỗ lái tại DAMS, đội vô địch của mùa giải trước. Tại hai chặng đua cuối tuần đầu tiên ở Monza và Alcañiz, anh đã thắng một cuộc đua bắt đầu từ vị trí pole. Tại chặng đua thứ tư ở Spa-Francorchamps, anh đã giành chiến thắng trong cả hai cuộc đua từ vị trí pole và lập vòng đua nhanh nhất. Tại các chặng đua tiếp theo ở Nürburgring và Le Castellet, anh tiếp tục giành chiến thắng. Sau khi mùa giải kết thúc, Sainz đã giành chức vô địch và đánh bại Pierre Gasly với 229 đến 192 điểm. Thêm vào đó, Sainz đánh bại đồng đội Norman Nato, người đã ghi được 89 điểm, một cách thuyết phục.

### Công thức 1 (từ năm 2015 trở đi)

#### Toro Rosso (2015-2017)

##### 2015: Mùa giải đầu tiên tại Công thức 1 với Toro Rosso
Carlos Sainz bắt đầu sự nghiệp Công thức 1 vào năm 2015 với Toro Rosso, đội vệ tinh của Red Bull. Đồng đội của anh là tay đua tân binh người Hà Lan Max Verstappen. Anh đã chọn 55 làm số cuộc đua của mình.
Sainz lọt vào top 10 tại chặng đua đầu tiên trong sự nghiệp Công thức 1 của mình, giải đua ô tô Công thức 1 Úc, sau khi kết thúc cuộc đua ở vị trí thứ 9. Anh lại ghi điểm tại giải đua ô tô Công thức 1 Malaysia nhưng không ghi được điểm nào tại Trung Quốc sau khi quay vòng và lần bỏ cuộc tại giải đua ô tô Công thức 1 Bahrain vì vấn đề về bánh xe. Anh đã vượt qua vòng phân hạng ở vị trí thứ 5 tại giải đua ô tô Công thức 1 Tây Ban Nha, vị trí xuất phát tốt nhất của anh trong mùa giải, và kết thúc cuộc đua ở vị trí thứ 9. Tại giải đua ô tô Công thức 1 Monaco sau đó, anh buộc phải xuất phát từ làn pit sau khi tránh cân xe trong vòng phân hạng. Trong suốt cuộc đua, anh đã leo lên để về đích vị trí thứ 10 và ghi điểm trong cuộc đua. Tại bốn chặng đua tiếp theo, anh phải bỏ cuộc liên tiếp do sự cố điện tại các chặng đua ở Áo và Anh, sự cố áp suất nhiên liệu tại giải đua ô tô Công thức 1 Hungary và sự cố bộ nguồn tại giải đua ô tô Công thức 1 Bỉ. Tại giải đua ô tô Công thức 1 Nga, anh va chạm với tốc độ 150 km/h và 46 g vào thanh chắn trong buổi tập khiến anh phải nằm viện cả đêm. Vì tác động của vụ va chạm này quá lớn, anh đã phải bỏ lỡ vòng phân hạng nhưng được tuyên bố là hồi phục để đua, tuy nhiên anh đã không thể về đích sau khi bị hỏng phanh. Anh đã đâm trong vòng phân hạng của giải đua ô tô Công thức 1 Hoa Kỳ và bắt đầu từ vị trí cuối cùng nhưng đã leo lên được mười vị trí ở vòng đua đầu tiên và ghi kết quả tốt nhất trong mùa giải này sau khi về đích ở vị trí thứ 7.
Sainz kết thúc mùa giải đầu tiên của mình ở vị trí thứ 15 trong bảng xếp hạng các tay đua với 18 điểm.

##### 2016: Mùa giải thứ hai với Toro Rosso
Vào năm 2016, Toro Rosso đã giữ lại Sainz và Verstappen cho 2016. Sainz vượt qua vòng phân hạng ở vị trí thứ 7 và về thứ 9 trong cuộc đua chính của giải đua ô tô Công thức 1 Úc mở đầu mùa giải. Tại giải đua ô tô Công thức 1 Bahrain, anh phải bỏ cuộc do va chạm với Sergio Pérez. Do Verstappen có kết quả ấn tượng hơn nên đầu mùa giải 2016, Verstappen được Red Bull Racing chọn để hoán đổi vị trí với Danill Kvyat. Vì thế, Sainz có người đồng đội mới kiêm bạn cùng khoá, Daniil Kvyat. Trong ba chặng đua tiếp theo, anh đều lấy điểm, bao gồm kết quả tốt nhất trong sự nghiệp của anh, vị trí thứ 6 tại giải đua ô tô Công thức 1 Tây Ban Nha và vị trí thứ chín tại giải đua ô tô Công thức 1 Canada. Sau khi bỏ cuộc tại giải đua ô tô Công thức 1 châu Âu, Sainz đã ghi điểm trong ba chặng đua sau đó. Tiếp theo, anh không ghi điểm tại sáu chặng đua tiếp theo, bao gồm bỏ cuộc do bị nổ lốp tại giải đua ô tô Công thức 1 Bỉ và va chạm ở vòng đầu tiên với Nico Hülkenberg tại giải đua ô tô Công thức 1 Singapore sau khi xuất phát ở vị trí thứ 6. Tại giải đua ô tô Công thức 1 Hoa Kỳ, anh tái lập kết quả tốt nhất sau khi về đích ở vị trí thứ 6 và lập lại kết quả tương tự ở Brazil sau khi xuất phát từ vị trí thứ 15. Tại giải đua ô tô Công thức 1 Abu Dhabi, anh đã bỏ cuộc do va chạm với Jolyon Palmer.
Sainz kết thúc mùa giải ở vị trí thứ 12 trong bảng xếp hạng các tay đua và ghi được 46 trong số 63 điểm cho Toro Rosso.

##### 2017: Chuyển đến Renault gần cuối mùa giải
Sainz và Kvyat tiếp tục đua cho Toro Rosso trong mùa giải 2017. Trong hai chặng đua mở màn, Sainz đều ghi điểm nhưng một pha va chạm với Lance Stroll khiến anh bỏ cuộc tại giải đua ô tô Công thức 1 Bahrain. Sau vụ va chạm này, cả hai tay đua đều đổ lỗi cho nhau về vụ việc nhưng Sainz nhận một án phạt tại cuộc đua tiếp theo. Tại ba chặng đua tiếp theo, anh đều lấy điểm. Sau ba chặng đua này, Sainz một lần nữa bị phạt vì va chạm ở vòng đua đầu tiên với Romain Grosjean và Felipe Massa tại giải đua ô tô Công thức 1 Canada. Tại giải đua ô tô Công thức 1 Azerbaijan, anh xoay vòng ở vòng đua đầu tiên để cố gắng tránh va chạm với đồng đội Kvyat nhưng leo lên để về thứ tám trong suốt cuộc đua.
Trước thềm giải đua ô tô Công thức 1 Áo, Sainz không chắc anh có ở lại với Toro Rosso trong năm thứ tư nhưng ông chủ đội Red Bull Racing, Christian Horner bác bỏ điều này và nói rằng Sainz sẽ đua cho Toro Rosso vào năm 2018. Cũng vào cuộc đua cùng ngày, anh đã phải bỏ cuộc ở vì sự cố động cơ và phải bỏ cuộc ở vòng đua đầu tiên tại giải đua ô tô Công thức 1 Anh sau một vụ va chạm với Kvyat. Trước giải đua ô tô Công thức 1 Singapore, anh gia nhập Renault cho năm 2018 dưới dạng cho mượn từ Red Bull. Anh đã về đích ở vị trí thứ 4 và đó là kết quả tốt nhất trong sự nghiệp, điều mà anh mô tả là "ngày tuyệt vời nhất của mình trong Công thức 1". Anh đã cùng tham gia với đồng đội mới Pierre Gasly tại giải đua ô tô Công thức 1 Malaysia sau khi Kvyat bị sa thải. Trong cuộc đua, anh phải bỏ cuộc do sự cố động cơ tại cuộc đua. Anh đã va chạm trong buổi tập tại giải đua ô tô Công thức 1 Nhật Bản và một lần nữa ở vòng đua mở màn của cuộc đua. Cho đến giai đoạn đó của mùa giải, anh đã ghi được 48 trong tổng số 52 điểm cho Toro Rosso.

#### Renault (2017-2018)

##### 2017
Sau giải đua ô tô Công thức 1 Nhật Bản, Sainz chuyển đến Renault và thay thế Jolyon Palmer và hợp tác với Nico Hülkenberg trong bốn cuộc đua cuối cùng của năm 2017, bắt đầu với chặng đua ở Hoa Kỳ, nơi anh xuất phát và về thứ 7. Tại giải đua ô tô Công thức 1 Mexico, anh đã leo lên từ vị trí thứ 8 lên thứ 5 trong vòng đua đầu tiên nhưng sau đó xoay xe khiến anh phải đổi bộ lốp. Sau đó, anh đã bỏ cuộc vì vô lăng gặp vấn đề. Anh đã không thể hoàn thành chặng đua giải đua ô tô Công thức 1 Abu Dhabi sau khi lốp xe bị lỏng sau khi đổi lốp. Sainz đã kết thúc mùa giải 2017 ở vị trí thứ 9 trong bảng xếp hạng các tay đua với 54 điểm.

##### 2018: Mùa giải hoàn thiện duy nhất với Renault

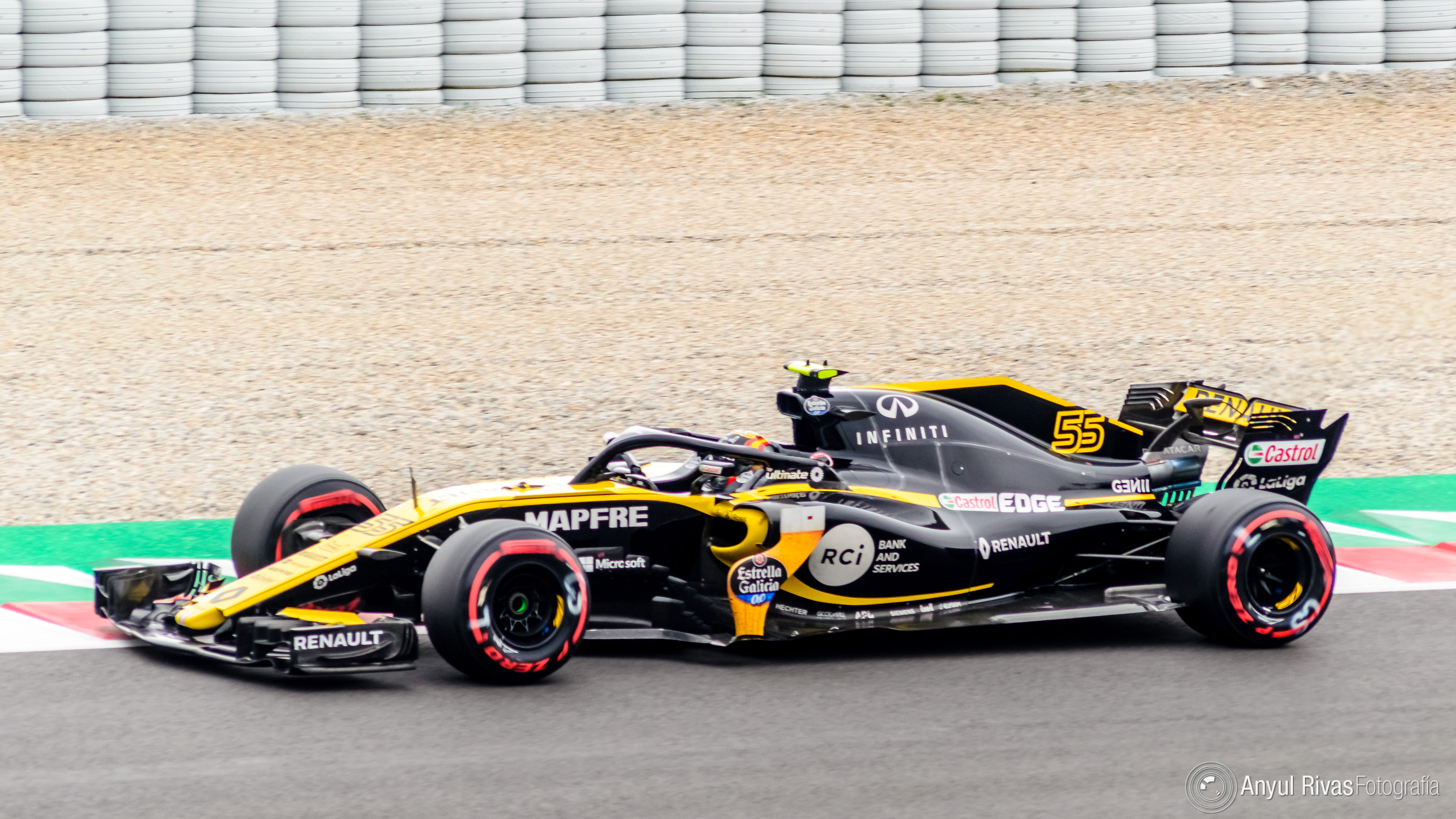
Carlos Sainz Jr. tại giải đua ô tô Công thức 1 Tây Ban Nha 2018

Trong tám chặng đua đầu tiên của năm 2018, Sainz lọt vào top 10 ở mỗi cuộc đua và ghi được điểm ở tất cả ngoại trừ tại giải đua ô tô Công thức 1 Bahrain. Những kết quả này bao gồm vị trí thứ 5 tại giải đua ô tô Công thức 1  Azerbaijan, nơi anh đã tận dụng lợi thế của một vụ va chạm giữa các đồng đội của Red Bull là Max Verstappen và Daniel Ricciardo. Tại giải đua ô tô Công thức 1 Monaco, cuộc đua của anh là một "thảm họa" vì chiến lược kém của đội. Anh đang chạy ở vị trí thứ 6 trong phần lớn của giải đua ô tô Công thức 1 Pháp nhưng tụt xuống vị trí thứ 8 sau khi chiếc MGU-K trong chiếc xe bị hỏng.Tiếp theo, anh không ghi được điểm trong ba cuộc đua tiếp theo, bao gồm một vụ va chạm ở những vòng đua cuối của cuộc đua với Romain Grosjean tại giải đua ô tô Công thức 1 Anh và một án phạt vì vượt xe an toàn tại giải đua ô tô Công thức 1 Đức. Sau ba cuộc đua đó, anh đã ghi điểm ở năm trong bảy cuộc đua tiếp theo, bao gồm cả vị trí xuất phát tốt nhất của mùa giải là vị trí thứ 5 tại giải đua ô tô Công thức 1 Hungary. Do va chạm với Sergey Sirotkin ở vòng đua đầu tiên của giải đua ô tô Công thức 1 Nga, anh cán đích ở vị trí thứ 17. Các vấn đề về pin đã khiến anh phải bỏ cuộc tại giải đua ô tô Công thức 1 Mexico. Anh đã kết thúc mùa giải sau khi về đích ở vị trí thứ 6 tại giải đua ô tô Công thức 1 Abu Dhabi.
Sainz đã kết thúc mùa giải ở vị trí thứ 10 trong bảng xếp hạng các tay đua, kém đồng đội Hülkenberg ba bậc và ghi được 53 trong số 122 điểm cho Renault. Thêm vào đó, anh đã ghi điểm tại 13 trên tổng số 19 chặng đua mà anh đã hoàn thành. Bất chấp những kết quả này, anh đã bị thay thế bởi Daniel Ricciardo cho mùa giải tiếp theo.

#### McLaren (2019-2020)

##### 2019: Mùa giải đầu tiên với McLaren

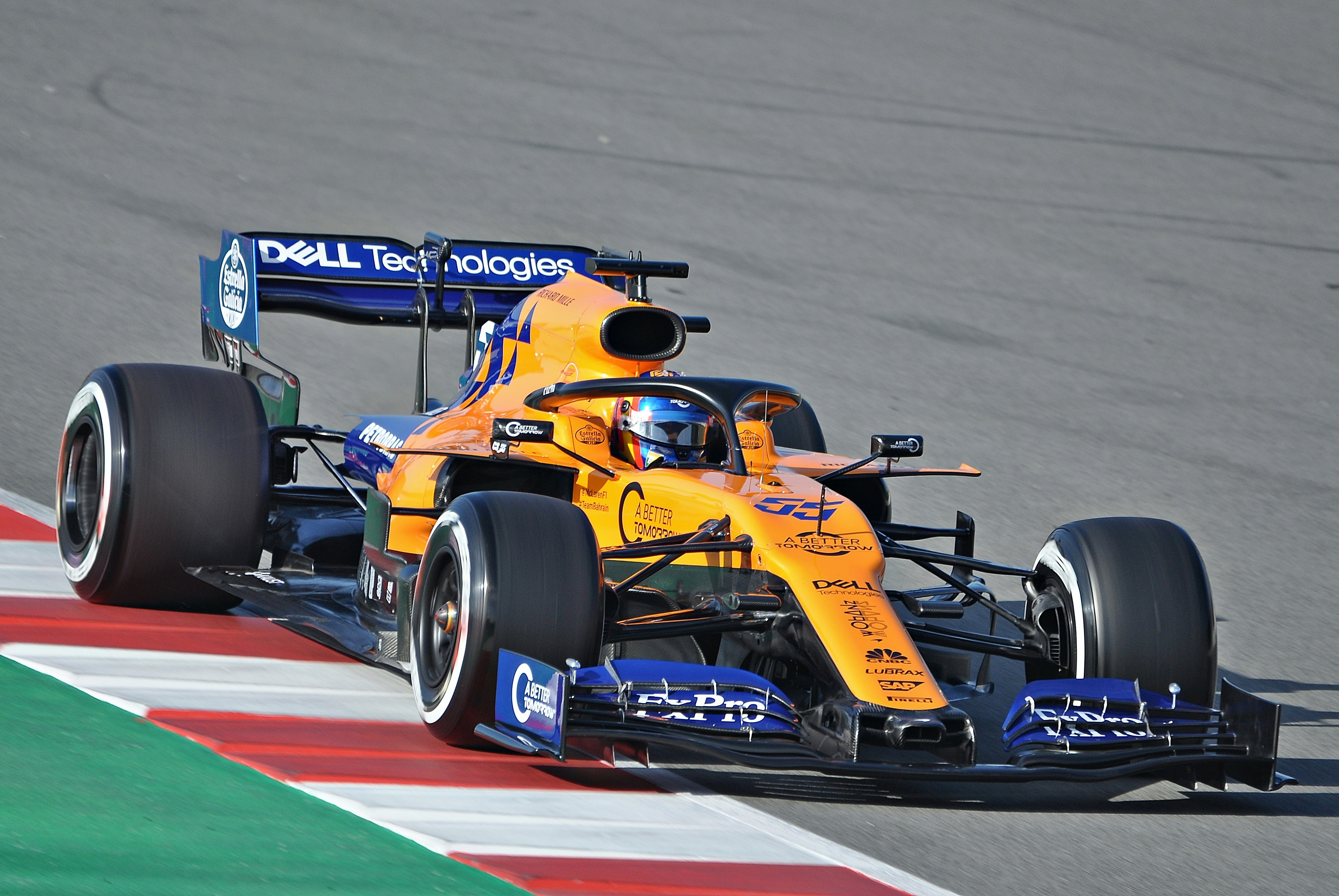
Carlos Sainz Jr vào mùa giải 2019 với McLaren

Carlos Sainz chính thức chấm dứt quan hệ với Red Bull để chuyển đến McLaren và thay thế người đồng hương Fernando Alonso. Đồng đội mới của anh là tay đua tân binh Lando Norris. Anh đã có một khởi đầu mùa giải không may mắn khi không ghi được điểm nào trong ba chặng đua đầu tiên do động cơ bị cháy tại giải đua ô tô Công thức 1 Úc và các vụ va chạm ở vòng đua đầu tiên tại Bahrain và Trung Quốc. Sau đó, anh liên tục ghi điểm tại tám trong số chín chặng đua tiếp theo, bao gồm kết quả đáng chú ý là về đích thứ 8 tại giải đua ô tô Công thức 1 Áo từ vị trí thứ 19 và vị trí thứ 5 tại giải đua ô tô Công thức 1 Đức mặc dù có một sự cố xoay xe và dừng lại trên một đoạn đường đua ẩm ướt.
Tại giải đua ô tô Công thức 1 Bỉ, anh gặp sự cố về điện và buộc phải bỏ cuộc ở vòng đua thứ 2. Tại chặng đua ở Ý sau đó, anh buộc phải bỏ cuộc khi một bánh xe bị lắp sai trong quá trình đổi lốp. Sau đó tại giải đua ô tô Công thức 1 Singapore, một vụ va chạm với đồng đội cũ Nico Hülkenberg và một lần đổi lốp lâu dài đã khiến anh không ghi được điểm nào. Tại giải đua ô tô Công thức 1 Brazil, anh lên bục trao giải lần đầu tiên trong sự nghiệp của mình và đó cũng là lần lên bục trao giải đầu tiên trong sự nghiệp của anh. Đồng thời, đó cũng là lần lên bục trao giải đầu tiên của McLaren kể từ năm 2014 với Jenson Button và Kevin Magnussen tại giải đua ô tô Công thức 1 Úc 2014. Tại giải đua ô tô Công thức 1 Abu Dhabi, anh đã vượt qua Hülkenberg ở vòng đua cuối cùng để giành vị trí thứ 10, ghi một điểm và giành vị trí thứ 6 trong bảng xếp hạng các tay đua, hơn Pierre Gasly một điểm và hơn Albon bốn điểm.
Sainz đã ghi được 96 trong số 145 điểm cho McLaren trong mùa giải.

##### 2020: Tiếp tục mạnh mẽ với McLaren
Sainz bắt đầu mùa giải với vị trí thứ 5 tại chặng đua GP Áo. Anh đã vượt qua vòng phân hạng ở vị trí thứ 3 tại chặng đua GP Styria, kết quả vòng phân hạng tốt nhất trong sự nghiệp của anh vào thời điểm đó. Một lần đổi lốp chậm đã góp phần khiến anh tụt xuống vị trí thứ 9 khi về đích, tuy nhiên Sainz đã lập được vòng đua nhanh nhất đầu tiên của mình ở Công thức 1 và nhờ đó đã lập một kỷ lục mới trên trường đua Red Bull Ring. Sainz ở vị trí thứ 4 khi còn hai vòng của chặng đua Grand Prix Anh nhưng bị thủng lốp và cuối cùng xếp ở vị trí thứ 13. Anh bắt đầu chặng đua kỷ niệm 70 năm bên ngoài top 10, nhưng đã tiến lên vị trí thứ 4 trước khi đổi lốp. Sau đó, một lần đổi lốp chậm đã khiến anh tiếp tục về đích ở vị trí thứ 13. Anh đã về đích tại cuộc đua tại quê hương, chặng đua GP Tây Ban Nha, ở vị trí thứ 6.

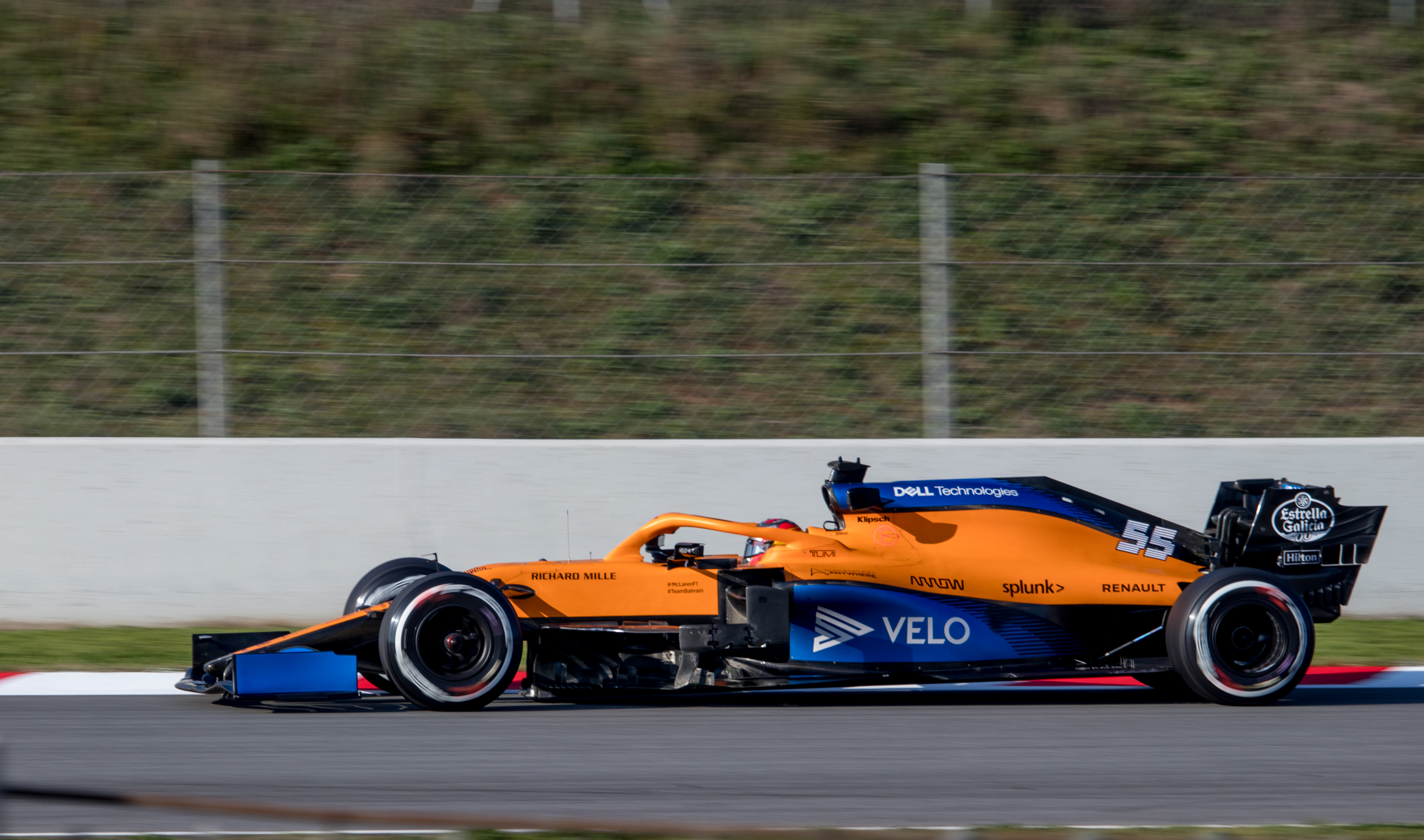
Carlos Sainz Jr vào mùa giải năm 2020

Tại chặng đua GP Ý, Sainz có cơ hội tấn công Pierre Gasly để giành chiến thắng nhưng không thành công và đành phải chấp nhận vị trí thứ 2. Tại chặng đua GP Tuscan sau đó, Sainz vướng vào một vụ tai nạn liên hoàn với Kevin Magnussen, Antonio Giovinazzi và Nicholas Latifi khiến anh phải bỏ cuộc. Tại chặng đua GP Nga, Sainz phải bỏ cuộc ngay từ vòng 1 do để mất lái tông rào.
Sainz về thứ 6 tại chặng đua GP Bồ Đào Nha sau một thời gian ngắn dẫn đầu cuộc đua sau khi giành được sáu vị trí trong hai vòng đầu tiên. Anh bắt đầu chặng đua GP Thổ Nhĩ Kỳ ở vị trí thứ 15 do bị phạt vì cản trở Sergio Pérez ở vòng loại, nhưng đã giành được sáu vị trí trong vòng đầu tiên và tiếp tục về đích thứ 5. Một sự cố phanh trong vòng loại tại chặng đua GP Bahrain đã khiến anh vượt qua vòng phân hạng ở vị trí thứ 15, nhưng anh đã tiến lên vị trí thứ 5 khi kết thúc cuộc đua.
Sainz đã kết thúc mùa giải 2020 ở vị trí thứ 6 trong bảng xếp hạng các tay đua năm thứ hai liên tiếp với 105 điểm.

#### Scuderia Ferrari (từ năm 2021 trở đi)

##### 2021: Đánh bại đồng đội ngay tại mùa giải đầu tiên với Ferrari
Carlos Sainz chuyển đến Ferrari để đua cặp với Charles Leclerc và thay thế Sebastian Vettel.
Anh vượt qua vòng loại và về đích ở vị trí thứ tám tại chặng đua GP Bahrain, chặng đua đầu tiên của anh cho đội Ferrari. Anh xuất phát ở vị trí thứ 11 tại chặng đua GP Emilia Romagna nhưng tiến lên vị trí thứ 5 sau khi về đích. Anh đã không ghi được điểm nào tại chặng đua GP Bồ Đào Nha mặc dù xuất phát ở vị trí thứ năm, nói rằng "chúng tôi đã sai với chiến lược".

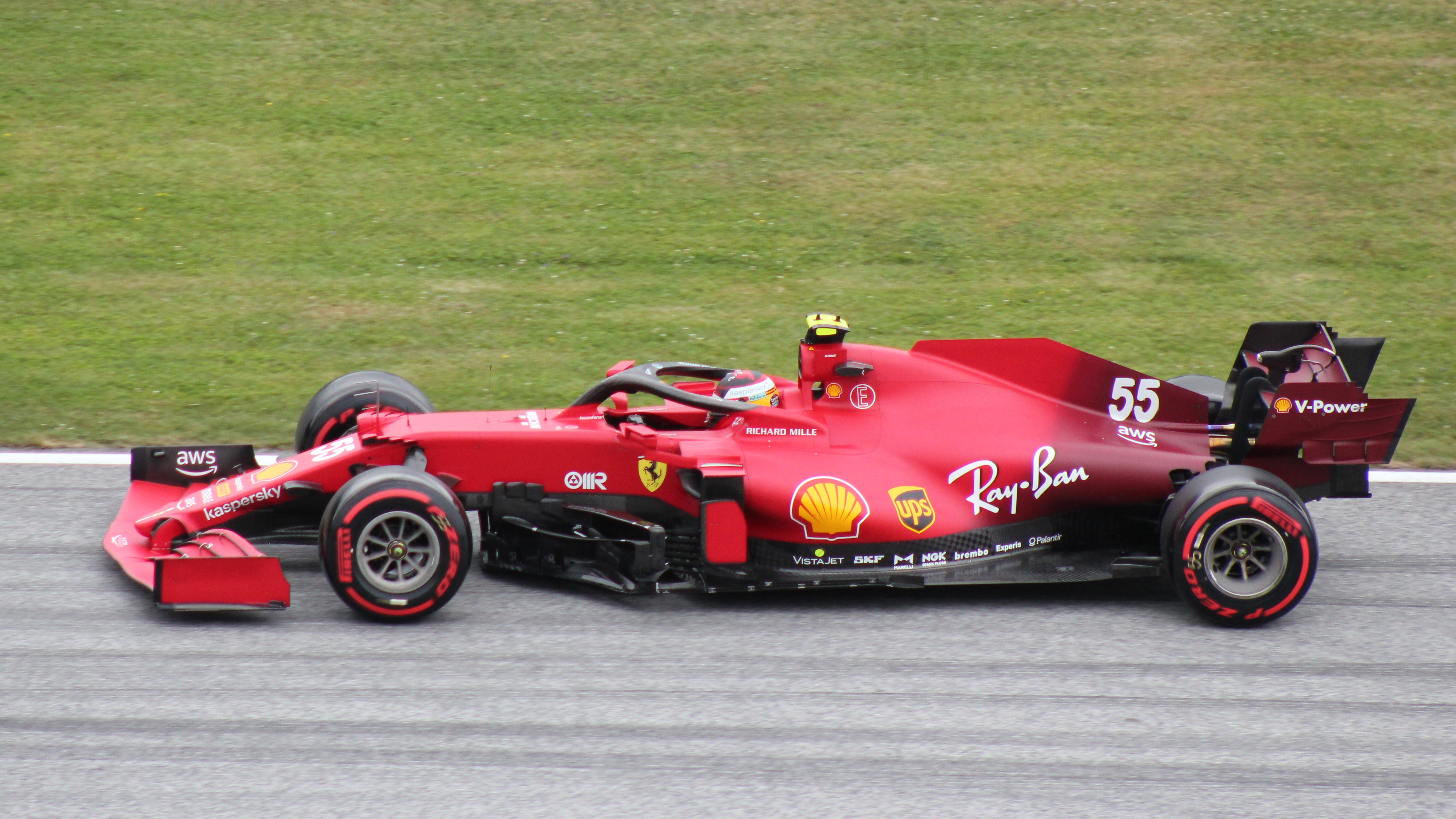
Carlos Sainz Jr tại chặng đua GP Áo 2021

Tại chặng đua GP Monaco, anh đã lên bục trao giải lần đầu tiên trong khi Leclerc không thể tham gia dù đã giành vị trí pole và Valtteri Bottas gặp sự cố khi đổi lốp. Các vấn đề về lốp khiến cả hai tay đua Ferrari đều không ghi được điểm tại chặng đua GP Pháp. Sainz đã phục hồi sau khi xuất phát ở vị trí thứ 12 tại chặng đua GP Styria để về thứ 6. Một vụ va chạm với George Russell ở vòng đầu tiên của chặng đua sprint tại chặng đua GP Anh đã khiến Sainz rơi xuống vị trí cuối cùng nhưng đã về đích thứ 6 ở cuộc đua chính thức.
Sainz bị tai nạn trong vòng loại của chặng đua GP Hungary và bắt đầu ở vị trí thứ 15. Anh về thứ 4 nhưng đã lên bục trao giải lần thứ tư trong sự nghiệp sau khi Sebastian Vettel bị loại khỏi kết quả. Anh đã đạt được vị trí tốt nhất trong sự nghiệp khi đó của mình tại chặng đua GP Nga, xuất phát ở vị trí thứ 2 và dẫn trước đồng đội cũ Lando Norris ở vòng đầu tiên. Sainz tiếp tục về đích ở vị trí thứ 3. Anh đã leo lên ở vị trí thứ 8 tại chặng đua GP Thổ Nhĩ Kỳ khi xuất phát từ phía sau do bị phạt bộ phận động cơ. Sainz đã leo lên bục lần thứ tư trong mùa giải tại chặng đua GP Abu Dhabi nhưng chỉ trích việc xử lý khởi động lại cuộc đua ở vòng đua cuối cùng vì bị xếp sau những chiếc ô tô bị lật "gần như khiến [anh] mất cơ hội lên bục trao giải".
Sainz kết thúc mùa giải ở vị trí thứ năm trong bảng xếp hạng các tay đua với 164,5 điểm, hơn đồng đội Leclerc hai vị trí và 5,5 điểm. Khả năng thích ứng nhanh chóng với Ferrari và màn trình diễn của anh so với Leclerc đã được fan hâm mộ đáng nể và ca ngợi rộng rãi.

##### 2022: Giành chiến thắng và vị trí pole đầu tiên
Sainz tiếp tục đua cho Ferrari cùng với Leclerc cho năm 2022. Anh đã vượt qua vòng phân hạng ở vị trí thứ 3 tại giải đua ô tô Công thức 1 Bahrain mở đầu mùa giải. Anh đang chạy ở vị trí thứ 3 cho đến khi đồng đội cũ Max Verstappen bỏ cuộc khiến anh về đích ở vị trí thứ nhì sau Leclerc để chiếm hai vị trí dẫn đầu cho Ferrari. Vì một sai lầm và sau đó là sự triển khai của lá cờ đỏ trong vòng phân hạng tại giải đua ô tô Công thức 1 Úc, anh đã phải xuất phát từ vị trí thứ 9. Anh bị tụt xuống vài vị trí ngay từ đầu và sau đó lao vào bãi sỏi và kết thúc cuộc đua của mình ở vòng đua thứ 2. Anh đã bị va chạm trong vòng phân hạng tại giải đua ô tô Công thức 1 Emilia Romagna và sau đó một vụ va chạm với Daniel Ricciardo đã kết thúc cuộc đua của anh ở vòng cua đầu tiên. Anh đã về thứ 4 tại chặng đua quê nhà ở Tây Ban Nha, kết quả tốt nhất từ trước đến nay của anh tại chặng đua trên sân nhà, mặc dù trước đó anh đã quay vòng và tụt xuống thứ 11. 

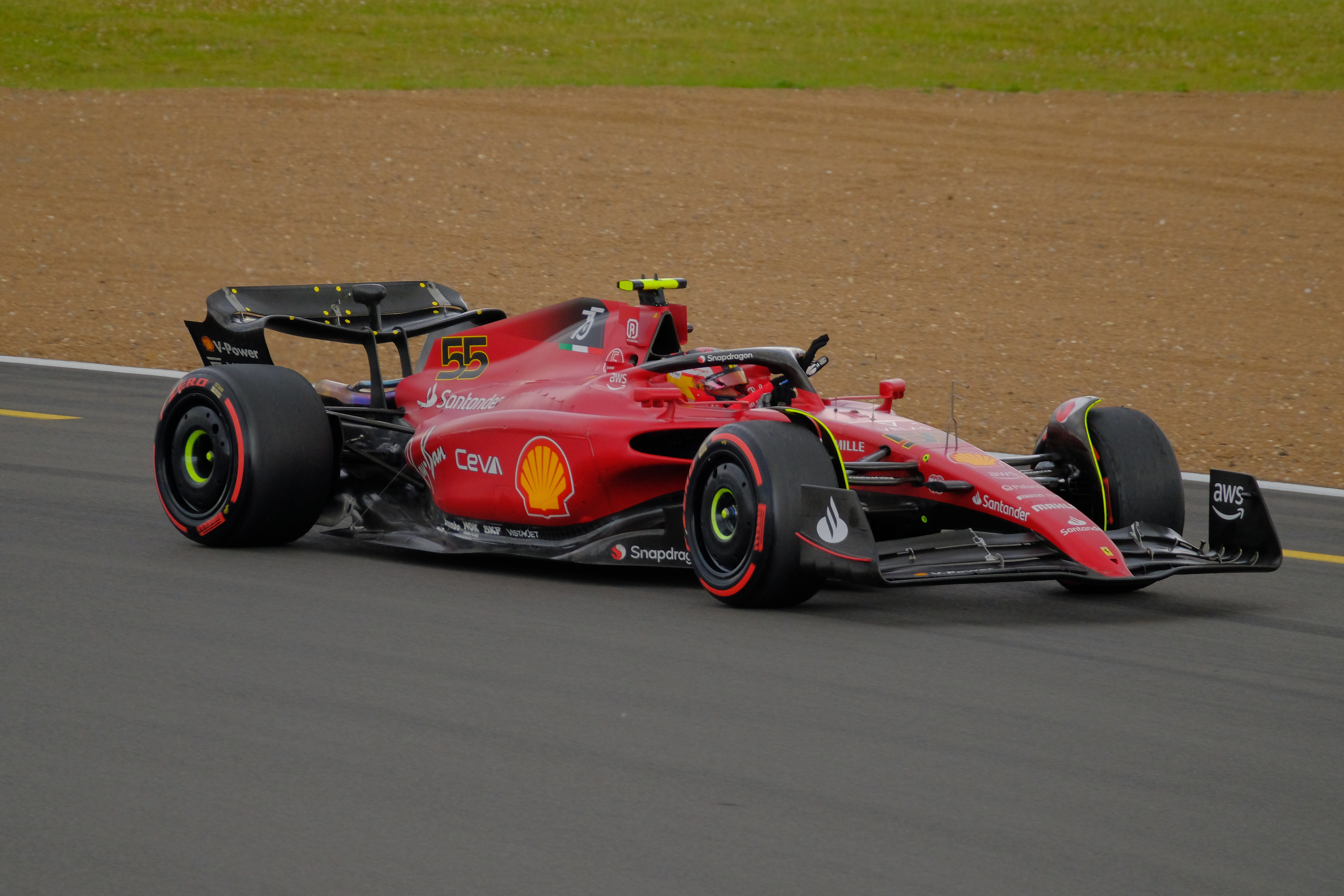
Carlos Sainz Jr giành chiến thắng đầu tiên trong sự nghiệp công thức 1 của mình tại giải đua ô tô Công thức 1 Anh 2022

Sainz đã về nhì tại giải đua ô tô Công thức 1 Monaco nhưng một vấn đề về thủy lực đã khiến anh phải nghỉ thi đấu lần thứ 3 trong 5 lần tại giải đua ô tô Công thức 1 Azerbaijan. Anh về nhì tại giải đua ô tô Công thức 1 Canadavà kém Verstappen chưa đầy một giây. Sainz đã giành chiến thắng đầu tiên trong sự nghiệp công thức 1 của mình tại giải đua ô tô Công thức 1 Anh 2022 tại chặng đua Công thức 1 lần thứ 150 của anh. Tại chặng đua đó, Sainz đồng thời giành vị trí pole đầu tiên của mình trong một vòng phân hạng ẩm ướt và đánh bại Verstappen với khoảng cách 0,034 giây. Sainz đang ở vị trí thứ 3 tại giải đua ô tô Công thức 1 Áo nhưng một sự cố động cơ đã kết thúc cuộc đua của anh. Anh đã phải xuất phát ở phía sau lưới tại giải đua ô tô Công thức 1 Pháp sau khi sử dụng các bộ phận động cơ mới và về thứ 5 mặc dù nhận một án phạt năm giây vì hành vi ra làn pit không an toàn. Anh đã giành được vị trí pole thứ hai của mình tại giải đua ô tô Công thức 1 Bỉ sau khi được thăng lên vị trí dẫn đầu khi Verstappen đã phải lấy một án phạt động cơ, nhưng lại tụt lại phía sau cả hai tay đua của Red Bull.
Sainz về thứ 5 tại giải đua ô tô Công thức 1 Hà Lan nhưng bị tụt xuống thứ 8 do bị phạt vì rời làn pit không an toàn. Anh bắt đầu từ vị trí thứ 18 tại giải đua ô tô Công thức 1 Ý vì một án phạt động cơ nhưng đã leo lên thứ 4. Tại giải đua ô tô Công thức 1 Nhật Bản bị ảnh hưởng bởi mưa, anh đã bỏ cuộc từ vị trí thứ 3 do va chạm trong vòng đua mở màn. Anh đã giành được vị trí pole thứ ba của mình tại giải đua ô tô Công thức 1 Hoa Kỳ nhưng đã phải bỏ cuộc sau khi bị George Russell đâm trúng ở góc cua đầu tiên.
Sainz kết thúc mùa giải này ở vị trí thứ 5 với 246 điểm.

## Đời tư
Carlos Sainz Jr  sinh ra ở Madrid, Tây Ban Nha, tên đầy đủ là Carlos Sainz Vázquez de Castro nên được gọi ngắn gọn là Carlos Sainz. Để phân biệt với người bố là huyền thoại giải đua Rally Carlos Sainz (tên đầy đủ Carlos Sainz Cenamor), nên tên của Sainz-con được gắn kèm chữ Jr (Junior).
Ngoài người bố của mình thì thần tượng đua xe của anh là tay đua đồng hương Fernando Alonso. Giống như Alonso và bố của mình, anh cũng là một cổ động viên của câu lạc bộ Real Madrid.
Hiện giờ, anh đang hẹn hò với Rebecca Donaldson, 28 tuổi, đến từ Scotland và hiện sinh sống tại London, Anh.

## Thống kê thành tích

### Thống kê tổng thể
| Mùa giải | Giải đua                            | Đội đua                         | Số chặng đua đã tham gia | Số lần giành chiến thắng | Số lần giành vị trí pole | Vòng đua nhanh nhất | Số lần lên bục trao giải | Tổng điểm | Vị trí tổng thể |
| -------- | ----------------------------------- | ------------------------------- | ------------------------ | ------------------------ | ------------------------ | ------------------- | ------------------------ | --------- | --------------- |
| 2010     | Formula BMW Europe                  | EuroInternational               | 16                       | 1                        | 2                        | 2                   | 5                        | 227       | 4               |
| 2010     | Formula BMW Pacific                 | EuroInternational               | 9                        | 2                        | 3                        | 2                   | 5                        | N/A       | KXH†            |
| 2010     | Eurocup Formula Renault 2.0         | Epsilon Euskadi                 | 2                        | 0                        | 0                        | 2                   | 1                        | N/A       | KXH†            |
| 2010     | Eurocup Formula Renault 2.0         | Tech 1 Racing                   | 2                        | 0                        | 0                        | 0                   | 0                        | N/A       | KXH†            |
| 2010     | European F3 Open                    | De Villota Motorsport           | 4                        | 0                        | 0                        | 0                   | 1                        | N/A       | KXH†            |
| 2010     | Formula Renault UK Winter Series    | Koiranen Bros. Motorsport       | 2                        | 0                        | 0                        | 0                   | 0                        | 18        | 18th            |
| 2011     | Eurocup Formula Renault 2.0         | Koiranen Motorsport             | 14                       | 2                        | 4                        | 5                   | 10                       | 200       | 2               |
| 2011     | Formula Renault 2.0 NEC             | Koiranen Motorsport             | 20                       | 10                       | 8                        | 12                  | 17                       | 489       | 1               |
| 2011     | Formula 3 Euro Series               | Signature                       | 3                        | 0                        | 0                        | 0                   | 0                        | N/A       | KXH†            |
| 2011     | Macau Grand Prix                    | Signature                       | 1                        | 0                        | 0                        | 0                   | 0                        | N/A       | 17              |
| 2012     | British Formula 3 Championship      | Carlin                          | 26                       | 5                        | 1                        | 2                   | 9                        | 224       | 6               |
| 2012     | Formula 3 Euro Series               | Carlin                          | 24                       | 0                        | 2                        | 0                   | 2                        | 112       | 9               |
| 2012     | FIA Formula 3 European Championship | Carlin                          | 20                       | 1                        | 2                        | 1                   | 5                        | 161       | 5               |
| 2012     | Masters of Formula 3                | Carlin                          | 1                        | 0                        | 0                        | 0                   | 0                        | N/A       | 4               |
| 2012     | Macau Grand Prix                    | Carlin                          | 1                        | 0                        | 0                        | 0                   | 0                        | N/A       | 7               |
| 2013     | GP3 Series                          | MW Arden                        | 16                       | 0                        | 1                        | 2                   | 2                        | 66        | 10              |
| 2013     | Formula Renault 3.5 Series          | Zeta Corse                      | 9                        | 0                        | 0                        | 1                   | 0                        | 22        | 19              |
| 2014     | Formula Renault 3.5 Series          | DAMS                            | 17                       | 7                        | 7                        | 6                   | 7                        | 227       | 1               |
| 2015     | Công thức 1                         | Scuderia Toro Rosso             | 19                       | 0                        | 0                        | 0                   | 0                        | 18        | 15              |
| 2016     | Công thức 1                         | Scuderia Toro Rosso             | 21                       | 0                        | 0                        | 0                   | 0                        | 46        | 12              |
| 2017     | Công thức 1                         | Scuderia Toro Rosso             | 16                       | 0                        | 0                        | 0                   | 0                        | 54        | 9               |
| 2017     | Công thức 1                         | Renault Sport F1 Team           | 4                        | 0                        | 0                        | 0                   | 0                        | 54        | 9               |
| 2018     | Công thức 1                         | Renault Sport F1 Team           | 21                       | 0                        | 0                        | 0                   | 0                        | 53        | 10              |
| 2019     | Công thức 1                         | McLaren F1 Team                 | 21                       | 0                        | 0                        | 0                   | 1                        | 96        | 6               |
| 2020     | Công thức 1                         | McLaren F1 Team                 | 17                       | 0                        | 0                        | 1                   | 1                        | 105       | 6               |
| 2021     | Công thức 1                         | Scuderia Ferrari Mission Winnow | 22                       | 0                        | 0                        | 0                   | 4                        | 164,5     | 5               |
| 2022     | Công thức 1                         | Scuderia Ferrari                | 22                       | 1                        | 3                        | 2                   | 9                        | 246       | 5               |
| 2023     | Công thức 1                         | Scuderia Ferrari                | 2                        | 0                        | 0                        | 0                   | 0                        | 20*       | 4*              |

Chú thích:
- * Mùa giải đang diễn ra.
- † Vì Sainz là tay đua mời nên anh không đạt yêu cầu để ghi điểm.

### Thống kê chi tiết

#### Sự nghiệp Công thức 1 (2015-nay)
| Mùa giải | Đội đua                         | Xe đua           | 1   | 2   | 3   | 4    | 5   | 6   | 7   | 8   | 9   | 10  | 11   | 12  | 13  | 14  | 15  | 16  | 17  | 18  | 19   | 20  | 21  | 22  | 23  | Tổng điểm | Vị trí cuối cùng |
| -------- | ------------------------------- | ---------------- | --- | --- | --- | ---- | --- | --- | --- | --- | --- | --- | ---- | --- | --- | --- | --- | --- | --- | --- | ---- | --- | --- | --- | --- | --------- | ---------------- |
| 2015     | Scuderia Toro Rosso             | Toro Rosso STR10 | AUS | MAL | CHN | BHR  | ESP | MON | CAN | AUT | GBR | HUN | BEL  | ITA | SIN | JPN | RUS | USA | MEX | BRA | ABU  |     |     |     |     | 18        | 15               |
| 2015     | Scuderia Toro Rosso             | Toro Rosso STR10 | 9   | 8   | 13  | Ret  | 9   | 10  | 12  | Ret | Ret | Ret | Ret  | 11  | 9   | 10  | Ret | 7   | 13  | Ret | 11   |     |     |     |     | 18        | 15               |
| 2016     | Scuderia Toro Rosso             | Toro Rosso STR11 | AUS | BHR | CHN | RUS  | ESP | MON | CAN | EUR | AUT | GBR | HUN  | GER | BEL | ITA | SIN | MAL | JPN | USA | MEX  | BRA | ABU |     |     | 46        | 12               |
| 2016     | Scuderia Toro Rosso             | Toro Rosso STR11 | 9   | Ret | 9   | 12   | 6   | 8   | 9   | Ret | 8   | 8   | 8    | 14  | Ret | 15  | 14  | 11  | 17  | 6   | 16   | 6   | Ret |     |     | 46        | 12               |
| 2017     | Scuderia Toro Rosso             | Toro Rosso STR12 | AUS | CHN | BHR | RUS  | ESP | MON | CAN | AZE | AUT | GBR | HUN  | BEL | ITA | SIN | MAL | JPN | USA | MEX | BRA  | ABU |     |     |     | 54        | 9                |
| 2017     | Scuderia Toro Rosso             | Toro Rosso STR12 | 8   | 7   | Ret | 10   | 7   | 6   | Ret | 8   | Ret | Ret | 7    | 10  | 14  | 4   | Ret | Ret |     |     |      |     |     |     |     | 54        | 9                |
| 2017     | Renault Sport F1 Team           | Renault R.S.17   |     |     |     |      |     |     |     |     |     |     |      |     |     |     |     |     | 7   | Ret | 11   | Ret |     |     |     | 54        | 9                |
| 2018     | Renault Sport F1 Team           | Renault R.S.18   | AUS | BHR | CHN | AZE  | ESP | MON | CAN | FRA | AUT | GBR | GER  | HUN | BEL | ITA | SIN | RUS | JPN | USA | MEX  | BRA | ABU |     |     | 53        | 10               |
| 2018     | Renault Sport F1 Team           | Renault R.S.18   | 10  | 11  | 9   | 5    | 7   | 10  | 8   | 8   | 12  | Ret | 12   | 9   | 11  | 8   | 8   | 17  | 10  | 7   | Ret  | 12  | 6   |     |     | 53        | 10               |
| 2019     | McLaren F1 Team                 | McLaren MCL34    | AUS | BHR | CHN | AZE  | ESP | MON | CAN | FRA | AUT | GBR | GER  | HUN | BEL | ITA | SIN | RUS | JPN | MEX | USA  | BRA | ABU |     |     | 96        | 6                |
| 2019     | McLaren F1 Team                 | McLaren MCL34    | Ret | 19† | 14  | 7    | 8   | 6   | 11  | 6   | 8   | 6   | 5    | 5   | Ret | Ret | 12  | 6   | 5   | 13  | 8    | 3   | 10  |     |     | 96        | 6                |
| 2020     | McLaren F1 Team                 | McLaren MCL35    | AUT | STY | HUN | GBR  | 70A | ESP | BEL | ITA | TOS | RUS | EIF  | POR | EMI | TUR | BHR | SKH | ABU |     |      |     |     |     |     | 105       | 6                |
| 2020     | McLaren F1 Team                 | McLaren MCL35    | 5   | 9F  | 9   | 13   | 13  | 6   | DNS | 2   | Ret | Ret | 5    | 6   | 7   | 5   | 5   | 4   | 6   |     |      |     |     |     |     | 105       | 6                |
| 2021     | Scuderia Ferrari Mission Winnow | Ferrari SF21     | BHR | EMI | POR | ESP  | MON | AZE | FRA | STY | AUT | GBR | HUN  | BEL | NED | ITA | RUS | TUR | USA | MXC | SAP  | QAT | SAU | ABU |     | 164,5     | 5                |
| 2021     | Scuderia Ferrari Mission Winnow | Ferrari SF21     | 8   | 5   | 11  | 7    | 2   | 8   | 11  | 6   | 5   | 6   | 3    | 10‡ | 7   | 6   | 3   | 8   | 7   | 6   | 63   | 7   | 8   | 3   |     | 164,5     | 5                |
| 2022     | Scuderia Ferrari                | Ferrari F1-75    | BHR | SAU | AUS | EMI  | MIA | ESP | MON | AZE | CAN | GBR | AUT  | FRA | HUN | BEL | NED | ITA | SIN | JPN | USA  | MXC | SAP | ABU |     | 246       | 5                |
| 2022     | Scuderia Ferrari                | Ferrari F1-75    | 2   | 3   | Ret | Ret4 | 3   | 4   | 2   | Ret | 2F  | 1P  | Ret3 | 5F  | 4   | 3P  | 8   | 4   | 3   | Ret | RetP | 5   | 32  | 4   |     | 246       | 5                |
| 2023     | Scuderia Ferrari                | Ferrari SF-23    | BHR | SAU | AUS | AZE  | MIA | EMI | MON | ESP | CAN | AUT | GBR  | HUN | BEL | NED | ITA | SIN | JPN | QAT | USA  | MXC | SAP | LVG | ABU | 20*       | 4*               |
| 2023     | Scuderia Ferrari                | Ferrari SF-23    | 4   | 6   |     |      |     |     |     |     |     |     |      |     |     |     |     |     |     |     |      |     |     |     |     | 20*       | 4*               |

Chú thích:
- * – Mùa giải đang diễn ra.
- † – Tay đua không hoàn thành chặng đua nhưng được xếp hạng vi đã hoàn thành hơn 90% của cuộc đua.
- ‡ – Số điểm được chia làm nửa vì 75% của cuộc đua được hoàn thành.

Chú thích cho bảng trên:
| Chú thích                | Chú thích                                |
| Màu                      | Ý nghĩa                                  |
| ------------------------ | ---------------------------------------- |
| Vàng                     | Chiến thắng                              |
| Bạc                      | Hạng 2                                   |
| Đồng                     | Hạng 3                                   |
| Xanh lá                  | Các vị trí ghi điểm khác                 |
| Xanh dương               | Được xếp hạng                            |
| Xanh dương               | Không xếp hạng, có hoàn thành (NC)       |
| Tím                      | Không xếp hạng, bỏ cuộc (Ret)            |
| Đỏ                       | Không phân hạng (DNQ)                    |
| Đen                      | Bị loại khỏi kết quả (DSQ)               |
| Trắng                    | Không xuất phát (DNS)                    |
| Trắng                    | Chặng đua bị hủy (C)                     |
|                          | Không đua thử (DNP)                      |
| Loại trừ (EX)            |                                          |
| Không đến (DNA)          |                                          |
| Rút lui (WD)             |                                          |
| Không tham gia (ô trống) |                                          |
| Ghi chú                  | Ý nghĩa                                  |
| P                        | Giành vị trí pole                        |
| Số mũ cao                | Vị trí giành điểm tại chặng đua nước rút |
| F                        | Vòng đua nhanh nhất                      |